# 日本工学院専門学校
日本工学院専門学校（にほんこうがくいんせんもんがっこう、英略:NEEC）は、日本の私立専門学校（専修学校専門課程）である。

## 概要
1947年に開学した創美学園を起源とする。

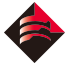
校章

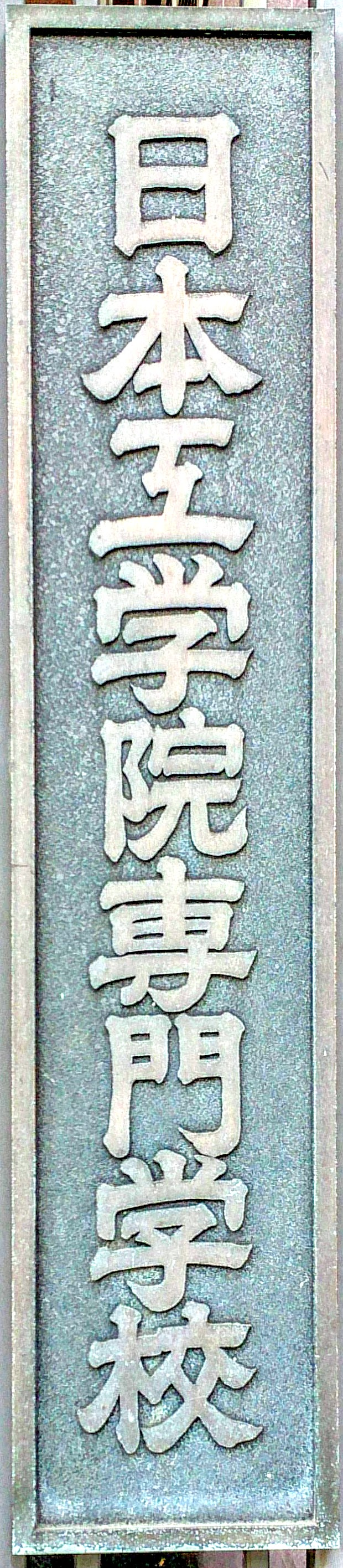
学校表示

創美学園は、1947年5月に東京都大田区女塚3丁目（現：大田区西蒲田5丁目）に開校した。開校時の設置学科は絵画科と洋裁科であった。
高度成長期のカラーテレビ時代が到来した1964年には、東京オリンピックの実況中継にNHK技術補助職員として30名の学生が参加した。
数度の改称を経て、1976年に日本工学院専門学校と改称。専修学校制度の許可を受けた。

### 特色
商業、放送、芸術、芸能、工学分野の学科を設置。系列校に東京工科大学（東京・八王子市）があり、大学との学校間連携制度導入による共同教育研究を可能としている。また、大学と専門学校の学生が学園祭共催などを行っている。東京工科大学への編入制度が導入されている。

### スクールカラー
- 赤

### 校歌
- 日本電子工学院院歌
  - 作詞：日本電子工学院・作曲：木下忠治

### 設置学科
特に記載の無い場合は2年制学科である。
- クリエイターズカレッジ
  - 放送芸術科
  - 声優・演劇科
  - 演劇スタッフ科
  - マンガ・アニメーション科
  - マンガ・アニメーション科四年制（四年制）

- デザインカレッジ
  - ゲームクリエイター科
  - ゲームクリエイター科四年制（四年制）
  - CG映像科（3年制）
  - デザイン科（3年制）

- ミュージックカレッジ
  - ミュージックアーティスト科
  - コンサート・イベント科
  - 音響芸術科
  - ダンスパフォーマンス科

- ITカレッジ
  - ITスペシャリスト科（4年制）
  - AIシステム科
  - 情報処理科
  - ネットワークセキュリティ科
  - 情報ビジネス科

- テクノロジーカレッジ
  - 電子・電気科
  - 建築学科（4年制）
  - 建築設計科
  - 機械設計科

## 沿革
- 1947年 - 東京都大田区女塚にて創美学園創立
- 1948年 - 編物科を開設
- 1950年 - 珠算科、英語科を開設
- 1952年 - 人形科を開設
- 1953年 - 日本テレビ技術学校を設立
- 1955年 - 日本テレビ技術専門学院に改称。昼間部、研究所等設立
- 1956年 - 日本テレビ技術専門学校に改称、学校法人認可。カラーテレビ科、放送技術部開設
- 1964年 - 日本電子工学院に改称
- 1976年 - 日本工学院専門学校と改称、専修学校制度の許可を受ける
- 1987年 - 創立40周年
- 1997年 - マサチューセッツ工科大学と交流協定の調印
- 2001年 - 南カリフォルニア大学の映画テレビジョン学部と提携
- 2007年 - 医療カレッジ専用新校舎落成
- 2010年 - 新キャンパスが完成
- 2016年 - 片柳アリーナが完成
- 2025年 - 第63回日本SF大会の会場となる

## ギャラリー

### 1号館

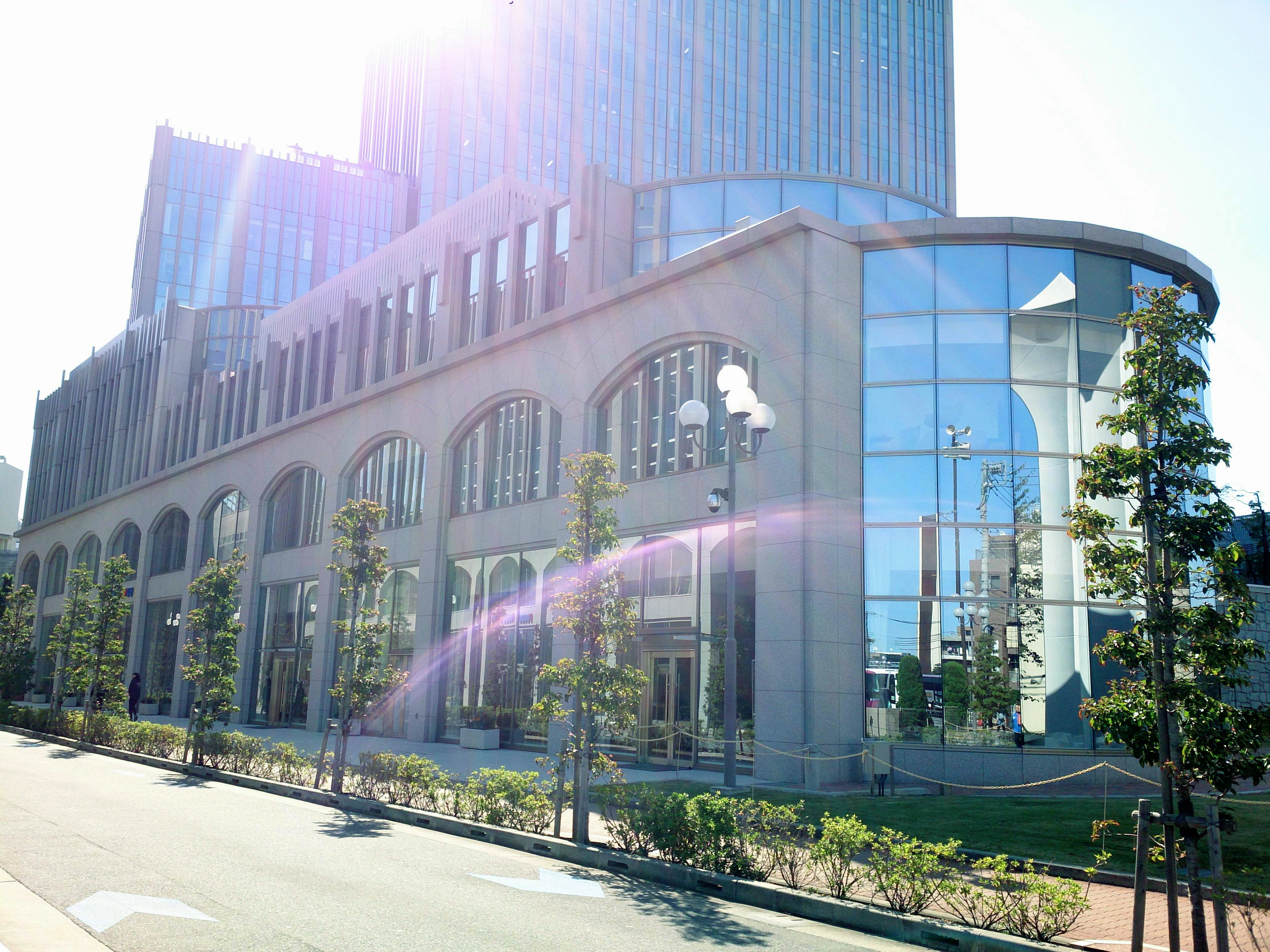
クラブハウス棟の中には食堂「FOODS FOO2」が入居

### 2号館

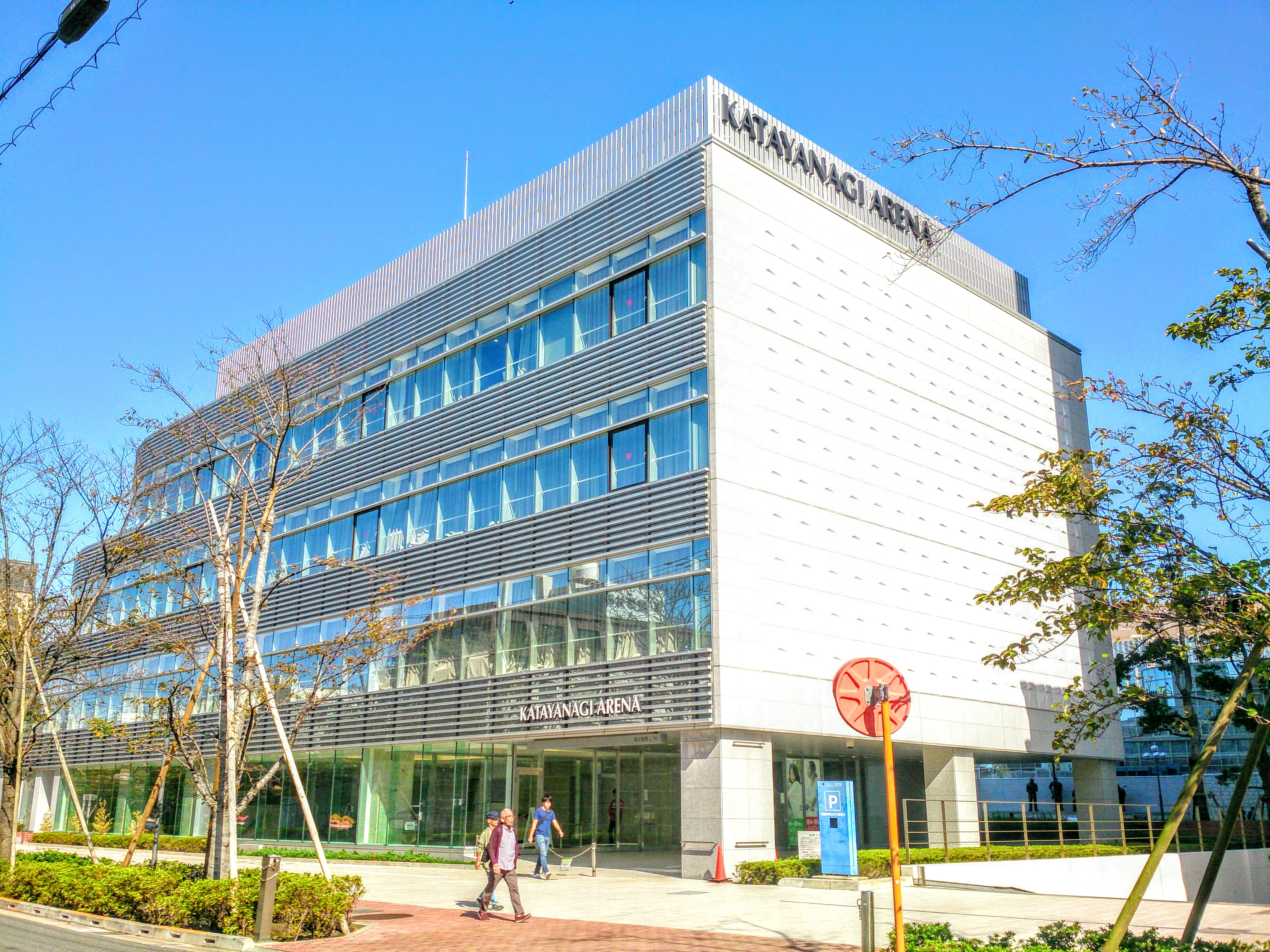
「音楽系実習棟」・地下には日本工学院アリーナを併設する
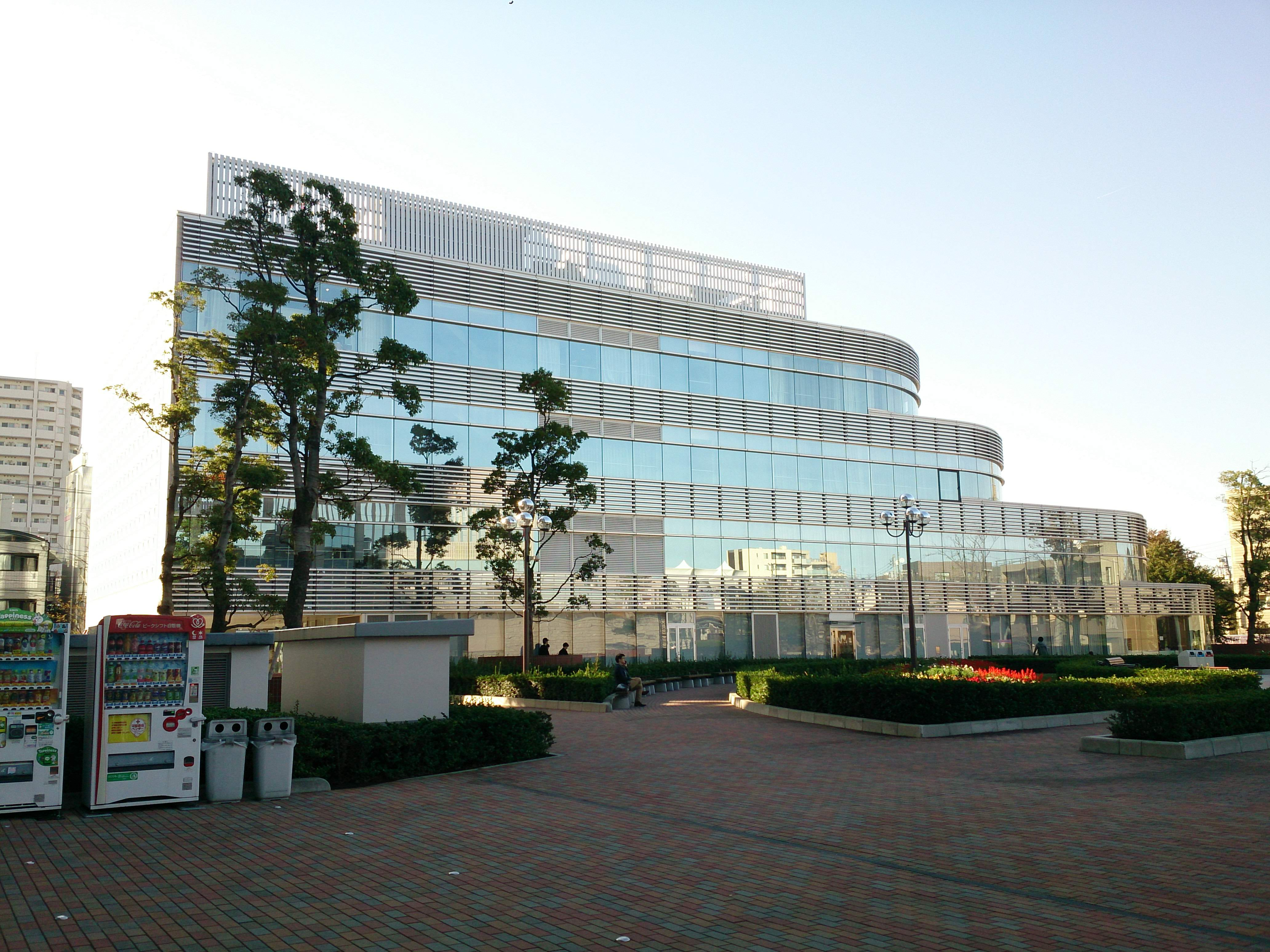
中庭より望む

### 3号館

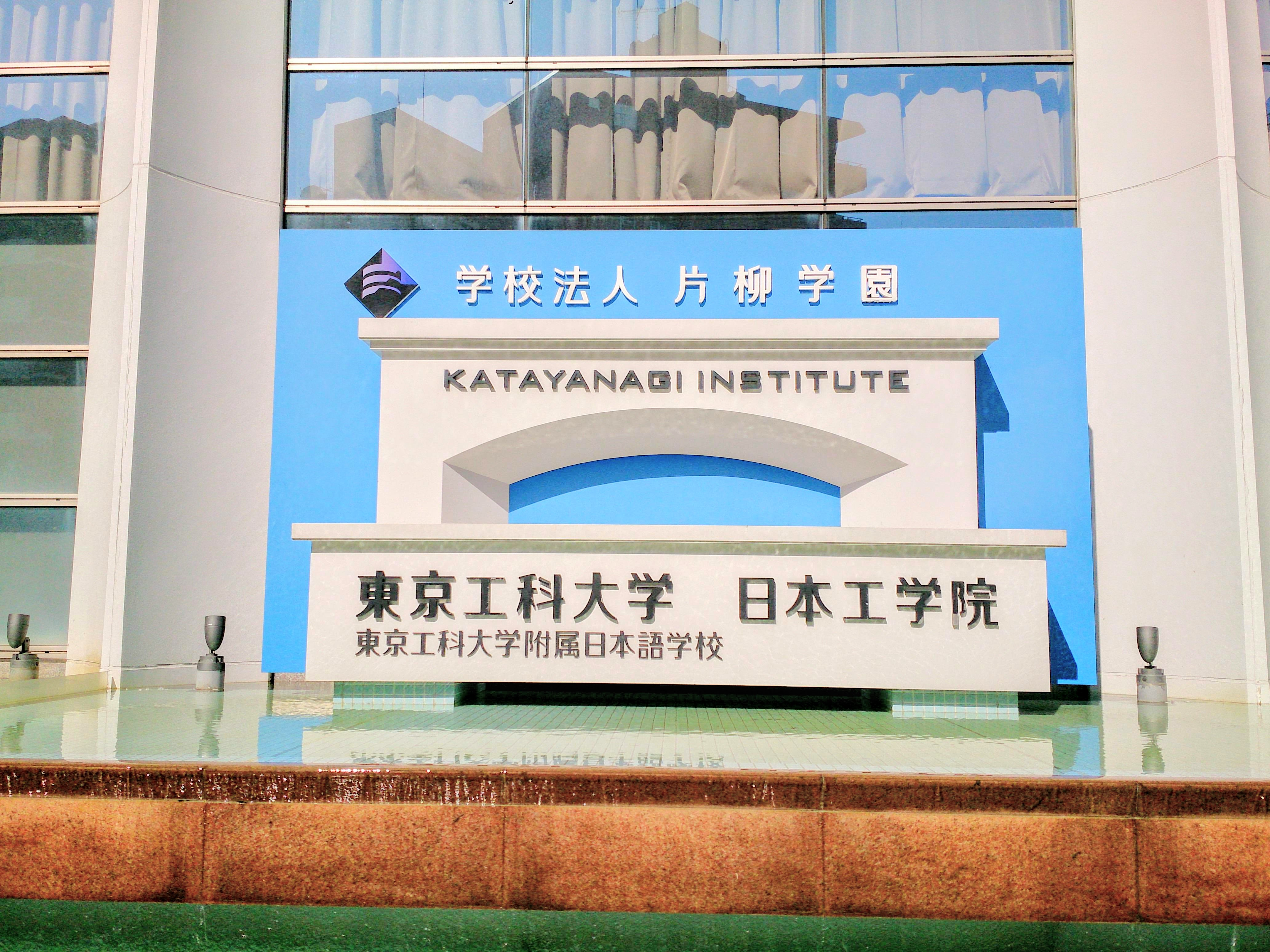
片柳学園の学校表示
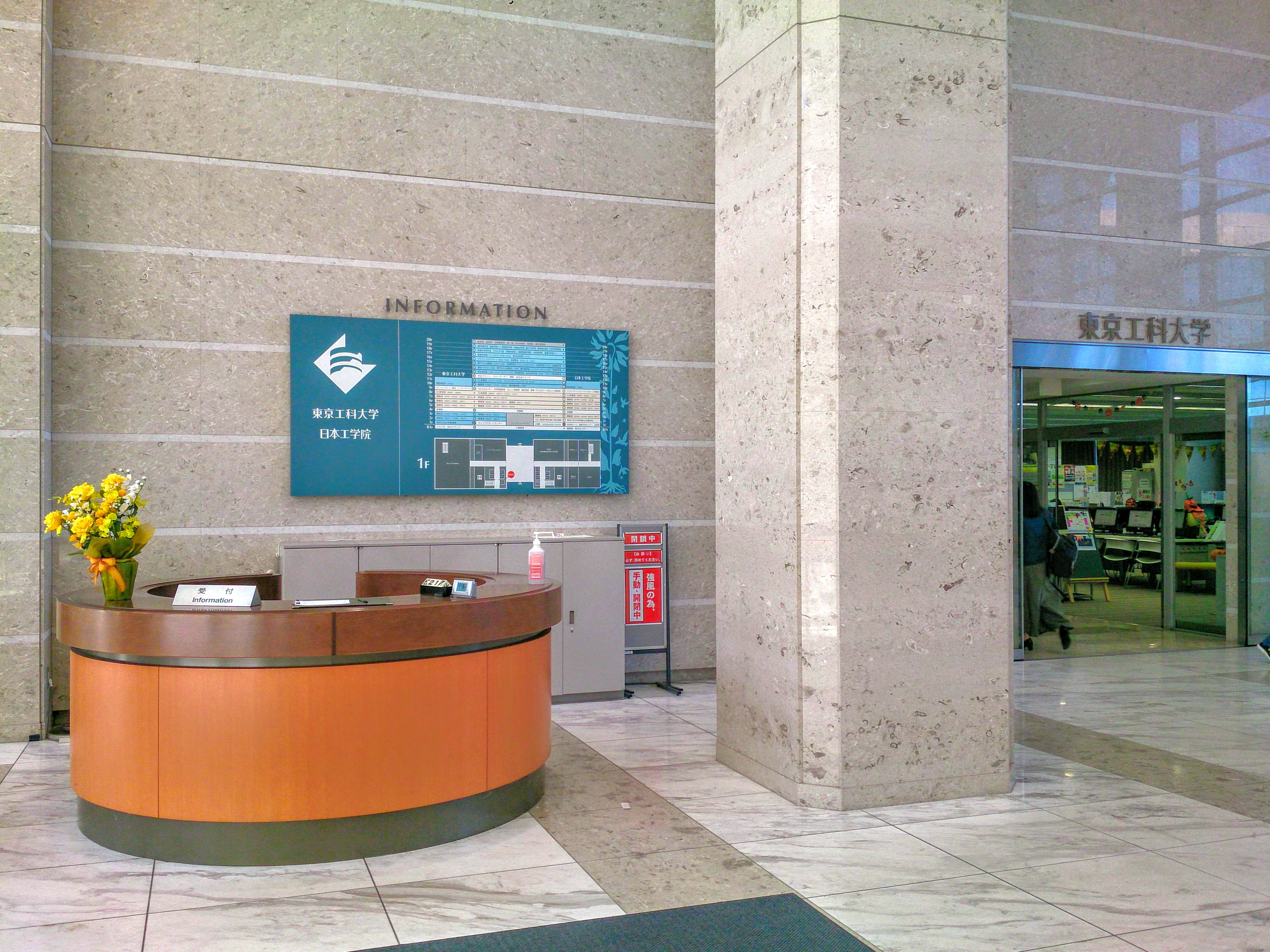
エントランス内の窓口
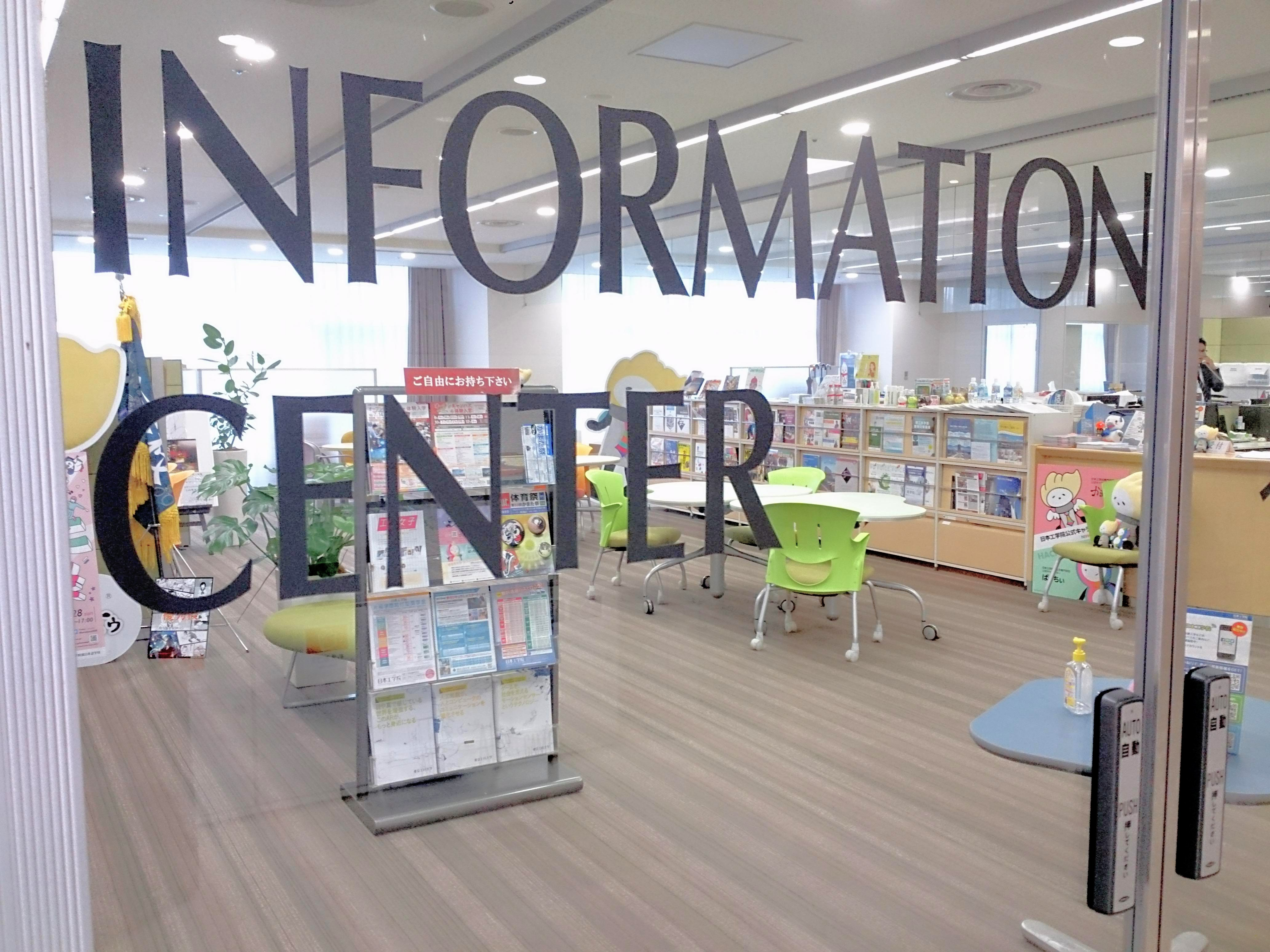
1Fインフォメーションセンター
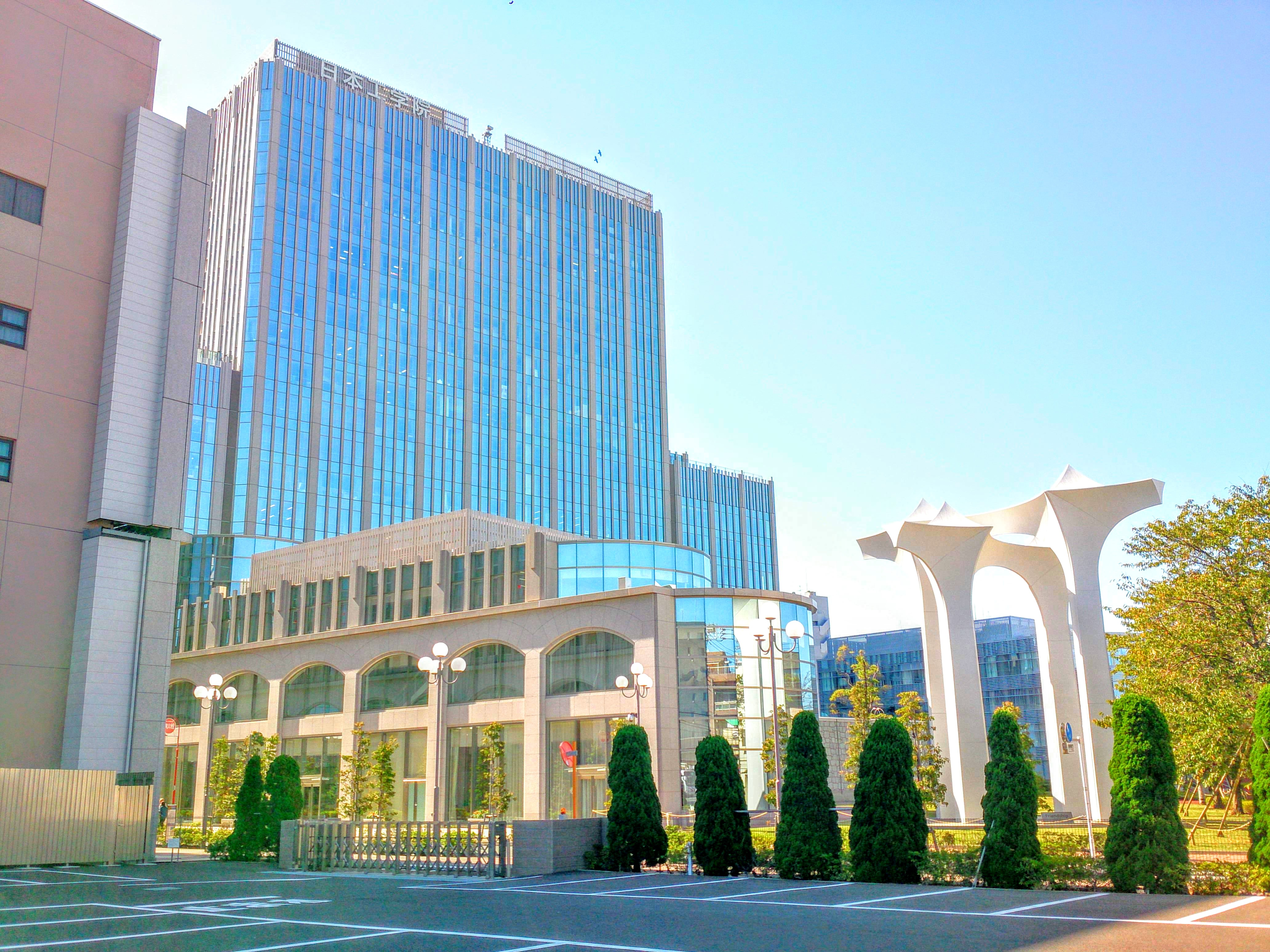
工学院商店街側から見た3号館（左中央）と1号館（左中央下）

### 6号館

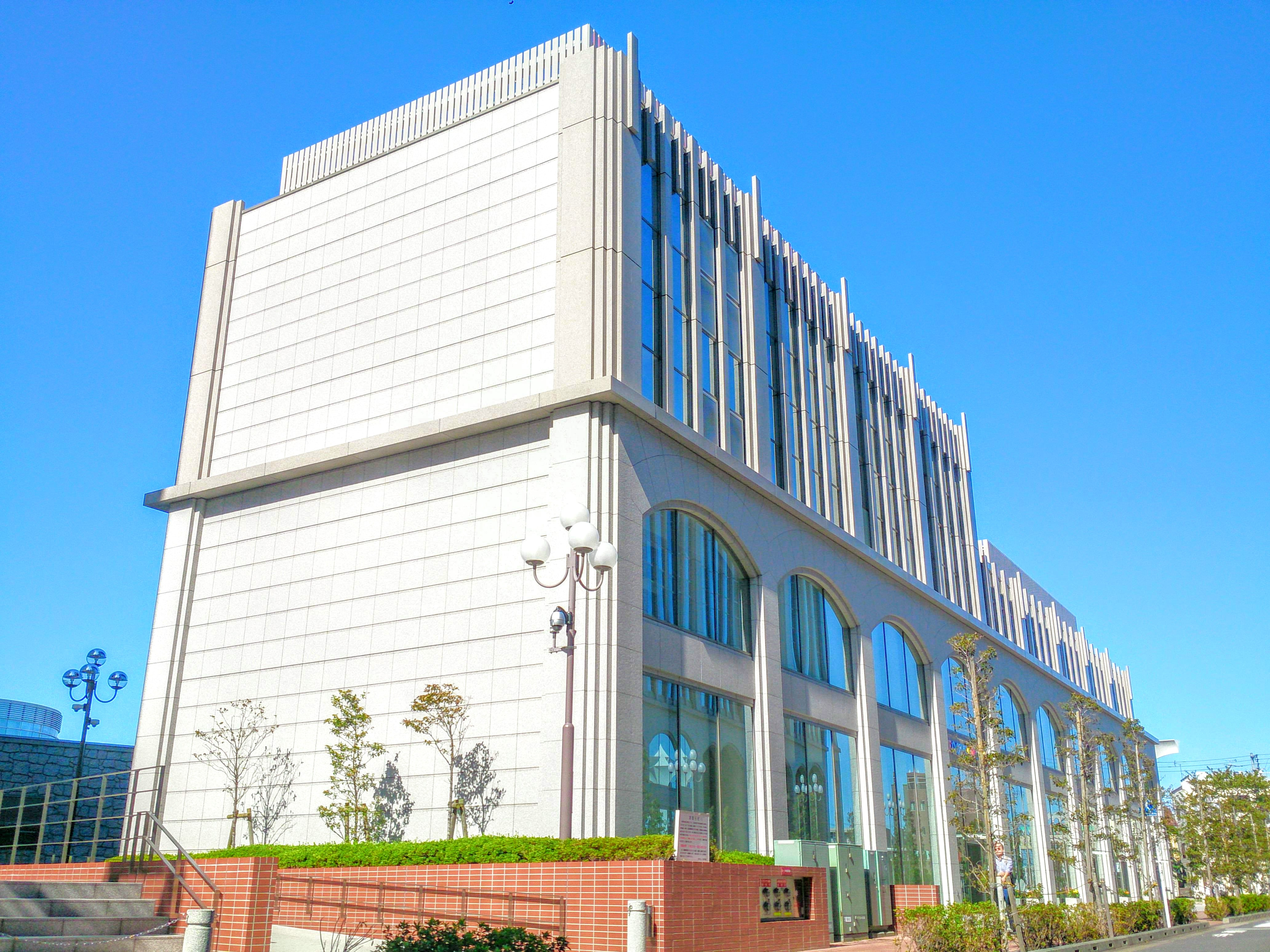
1Fには食堂「FOODS FOO」が入居し、2F～はアニメ・デザイン館として使用
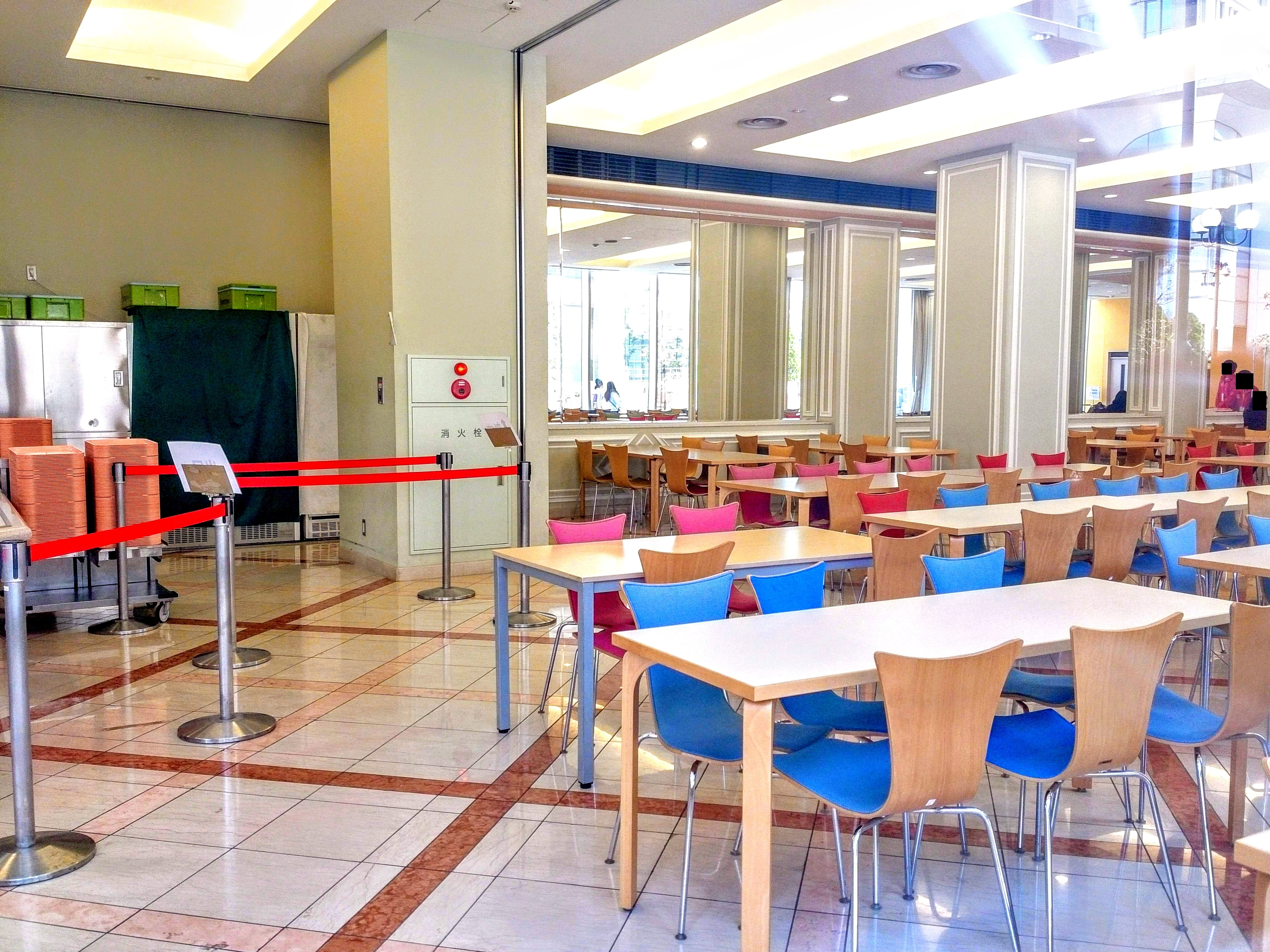
FOODS FOO館内

### 12号館

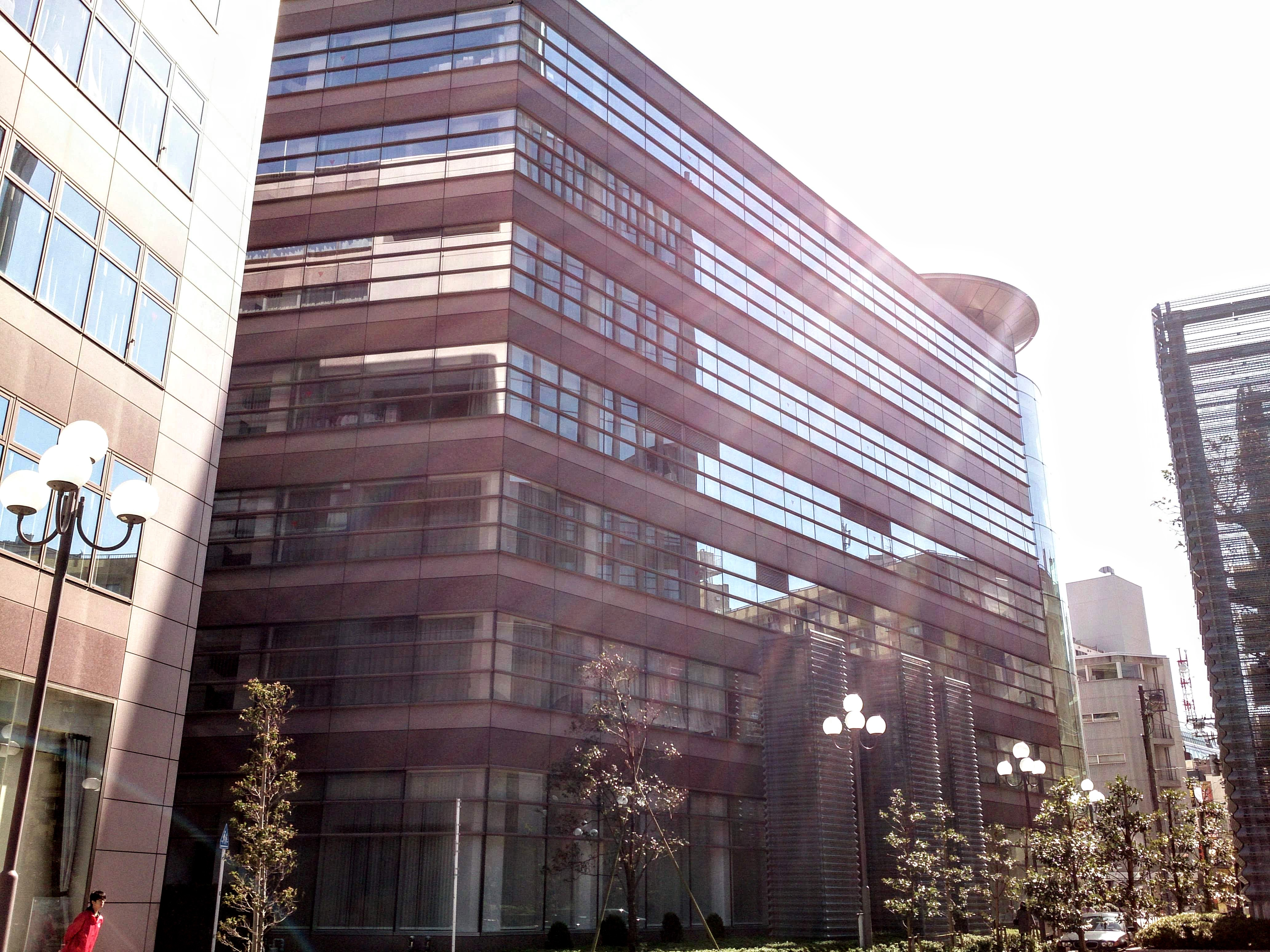
1Fはギャラリー、2F～は東京工科大学の医療棟キャンパスとして使用

### 中庭

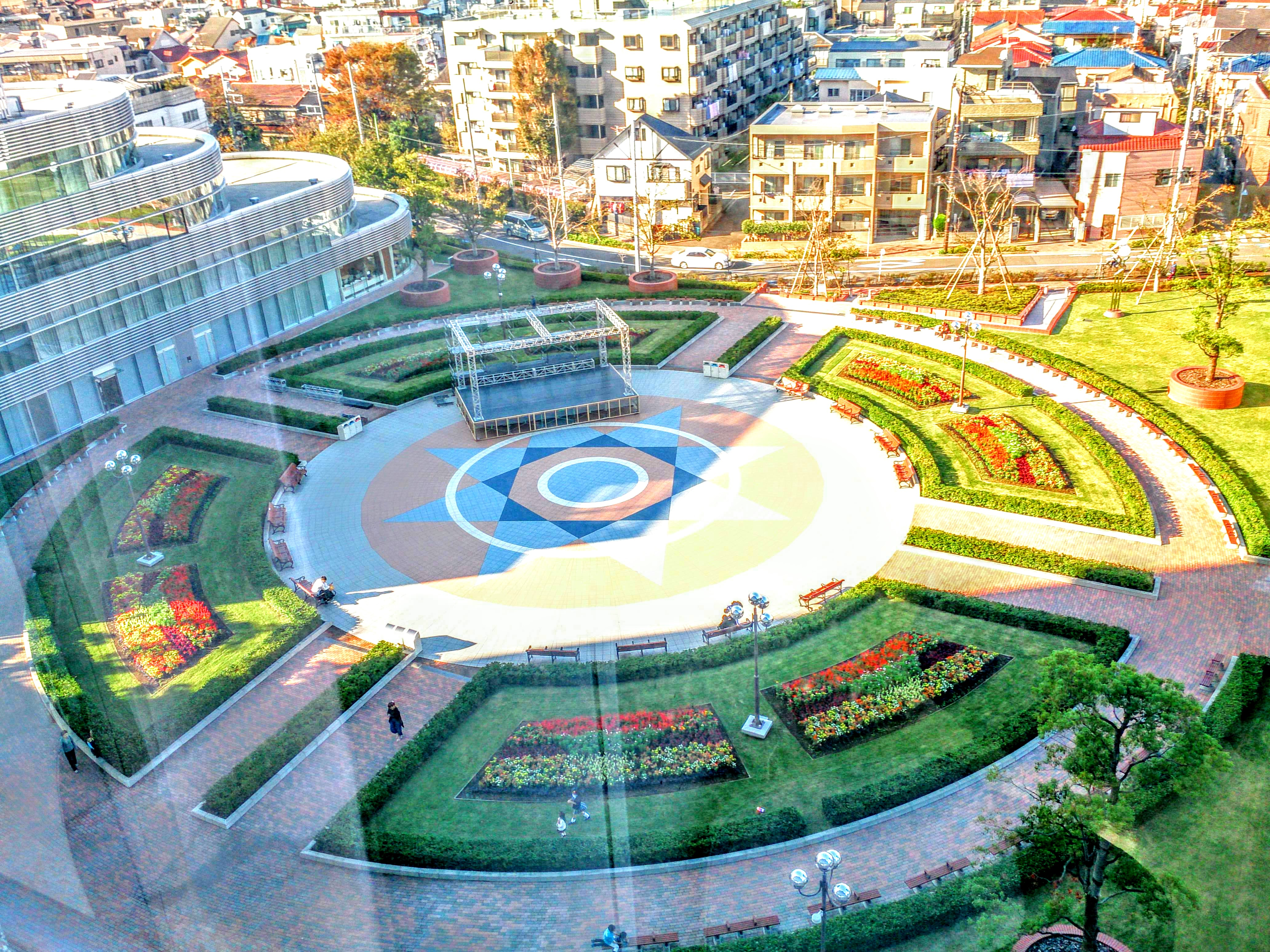
3号館から見た中庭

### 学校周辺

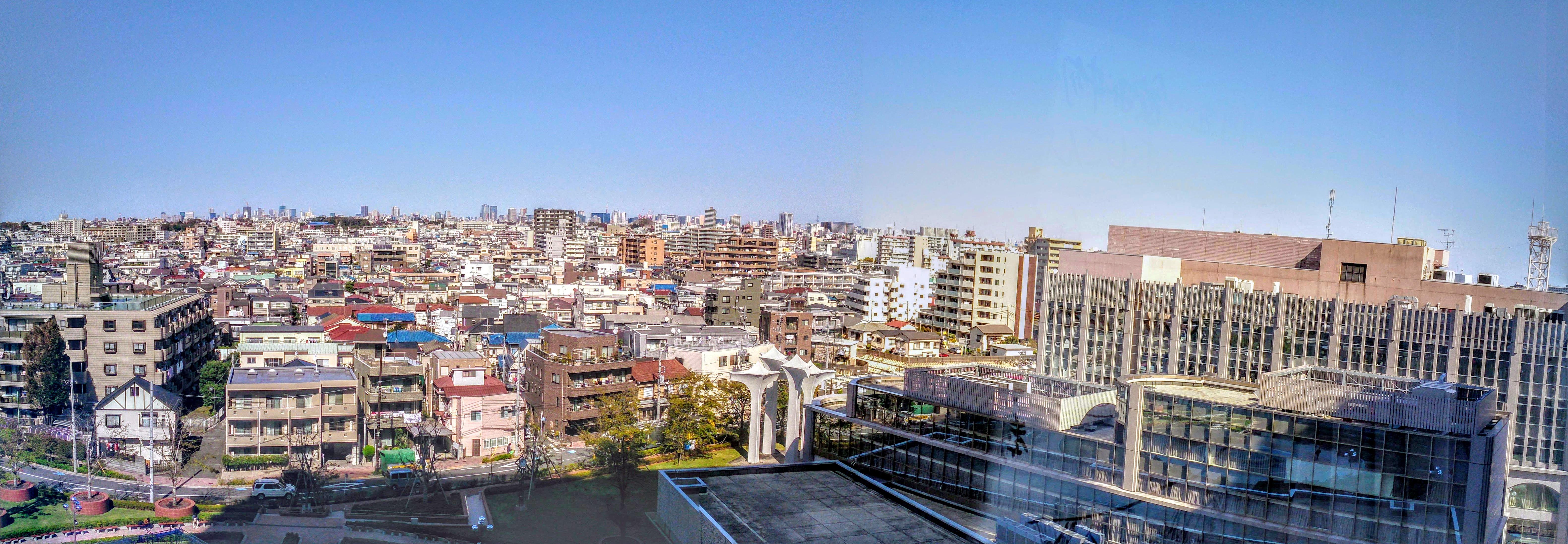
3号館より望む
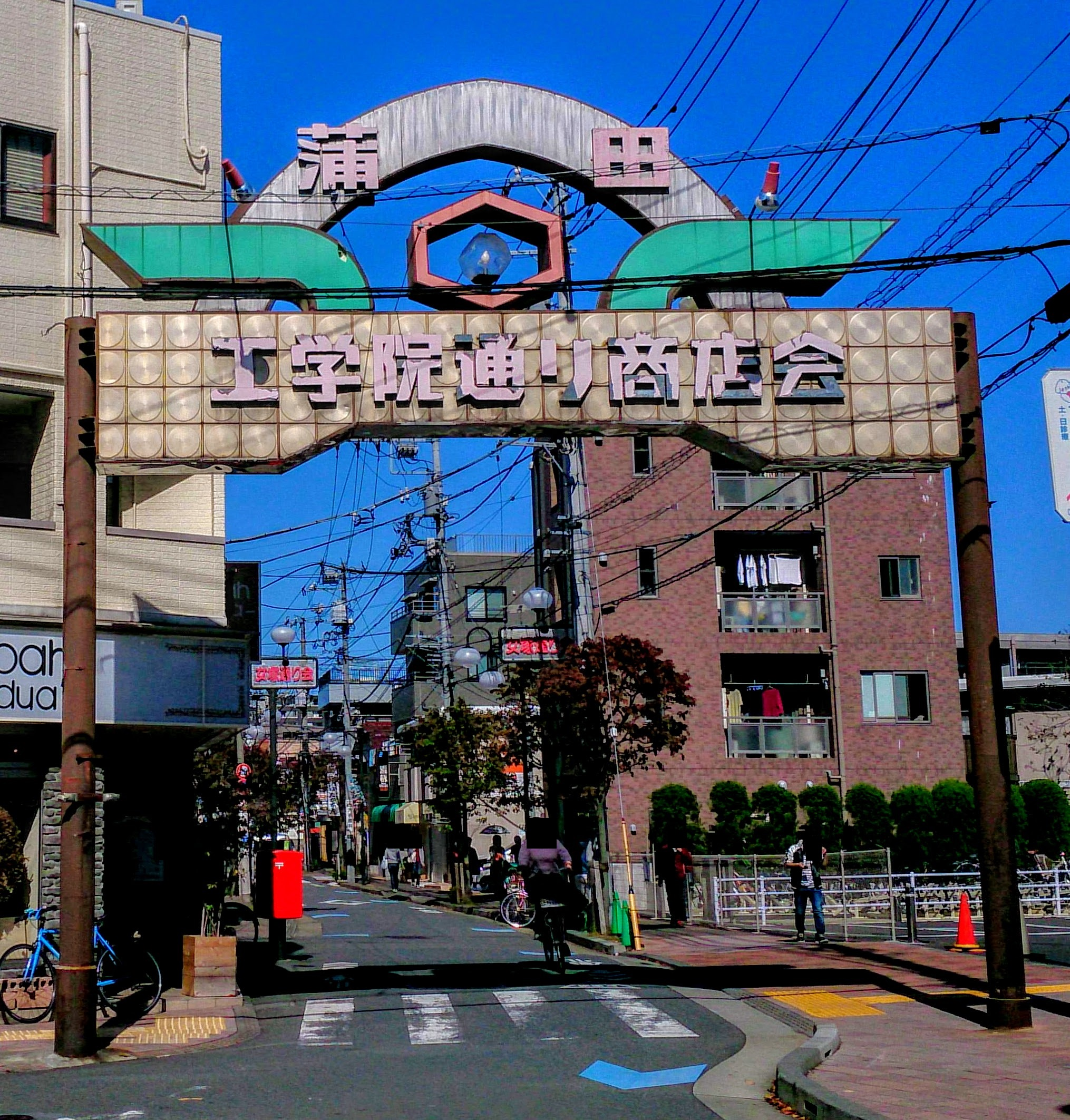
工学院商店街

## 年間行事
- 4月
  - 入学式・新入生オリエンテーション・学内合同企業説明会
- 5月
  - 体育祭
- 7月～8月
  - 前期試験・夏季休業
- 9月
  - 前期試験
- 10月
  - 秋期休業・合同企業説明会
- 11月
  - かまた祭（文化祭）
- 12月
  - 冬季休業・キャリアガイダンス
- 1月
  - 冬季休業・就職模擬試験・後期試験
- 2月
  - スキー教室・後期試験
- 3月
  - 春季休業・卒業式

## 著名な関係者

### 専門学校関係者一覧
- 日本工学院専門学校の人物一覧

## 交通・アクセス方法
- 蒲田駅より徒歩3分[3]
- 京急蒲田駅より約1km[4]（徒歩：約13分[4]）